# Soziale Schicht
Als soziale Schicht wird eine als gleichartig angesehene Bevölkerungsgruppe einer Gesellschaft oder eines Staates bezeichnet, die anhand sozialer Merkmale einem hierarchisch aufgebauten Schichtungsmodell zugeordnet wird. Unterscheidungsmerkmale können wirtschaftliche, bildungsmäßige, berufsabhängige oder andere Faktoren sein, die je nach theoretischem Ansatz zur Abgrenzung der einzelnen Schichten festgelegt werden. Im allgemeinen Sprachgebrauch wird beispielsweise von der Oberschicht einer Gesellschaft gesprochen, in Industriegesellschaften wird die Mittelschicht als marktwirtschaftlich wichtig angesehen, während die unteren Schichten allgemein als benachteiligt gelten. In Bezug auf Bildung und soziale Ungleichheit wird die Bevölkerung in Bildungsschichten unterteilt, in politischer Hinsicht in Gesellschaftsschichten mit weniger oder mehr Einflussmöglichkeiten auf Entscheidungsprozesse.
Eine allgemeingültige Definition von Schicht besteht nicht; einige Soziologen verwenden Schicht auch als Sammelbezeichnung für Klasse, Kaste, Stand und andere Systeme der sozialen Ungleichheit (siehe dazu: Leitbegriffe der Sozialstrukturanalyse). Grundsätzlich wird die Zugehörigkeit einer Person zu einer sozialen Schicht als offen und änderbar angesehen (sozialer Aufstieg, soziale Mobilität), während die Zugehörigkeit zu einer Kaste oder einem Stand durch Geburt bestimmt und somit geschlossen ist. Im Unterschied zu einer Klasse wird eine soziale Schicht nicht durch ein gemeinsames Abhängigkeitsverhältnis oder Wir-Gefühl bestimmt.

## Schichtenmodelle
Die Vorstellung, dass sich die Sozialstruktur einer Gesellschaft in der Form einer Schichtung übereinander liegender sozialer Ebenen darstellen ließe (fachsprachlich: Stratifikation), führte der Soziologe Theodor Geiger 1932 in seinem Werk Soziale Schichtung des deutschen Volkes aus. Er übernahm die Bezeichnung aus der Bergmannssprache, wo sie Gesteinsschichten beschreibt, und übertrug sie auf die Bevölkerungsstruktur innerhalb der staatlichen Grenzen der damaligen Weimarer Republik. Geigers Schichtenmodell stellte die Beschreibung der sozialen Unterschiede in den Vordergrund und wollte sich damit deutlich abgrenzen von der Erklärung von sozialer Ungleichheit beim Konzept des Klassenkonflikts von Karl Marx (siehe auch Klassen- und Schichttheorien). Grundlegend blieben bei Geiger aber wirtschaftliche Faktoren wie Einkommen und Besitz.
Die Annahme, Gesellschaften seien grundsätzlich oder in ihren aktuellen Ausformungen stufenförmig, also hierarchisch aufgebaut, geht davon aus, dass sich in den sozialen Schichten jeweils viele als gleichartig untersuchbare sozial Handelnde befinden (Akteure), und dass die Schichten selbst sich nach bestimmten sozialen Merkmalen deutlich einteilen lassen (siehe dazu auch Scheinerklärung der Schichtungstheorie). Schichtungsmodelle teilen die Gesellschaft in eine unbestimmte Zahl von sozialen Schichten oder Gruppen, die nach Merkmalen wie Beruf, Bildung, Lebensstandard, Macht, Religion, Art der Kleidung, politische Meinung oder Organisation festgelegt werden. Dabei werden objektive und subjektive Kriterien unterschieden (siehe unten). Schichtkonzepte sind eng mit den Kriterien der Industriegesellschaft verbunden, hinterfragen aber grundsätzlich nicht die Legitimität oder Gerechtigkeit der gesellschaftlichen Ordnung und Schichtung.

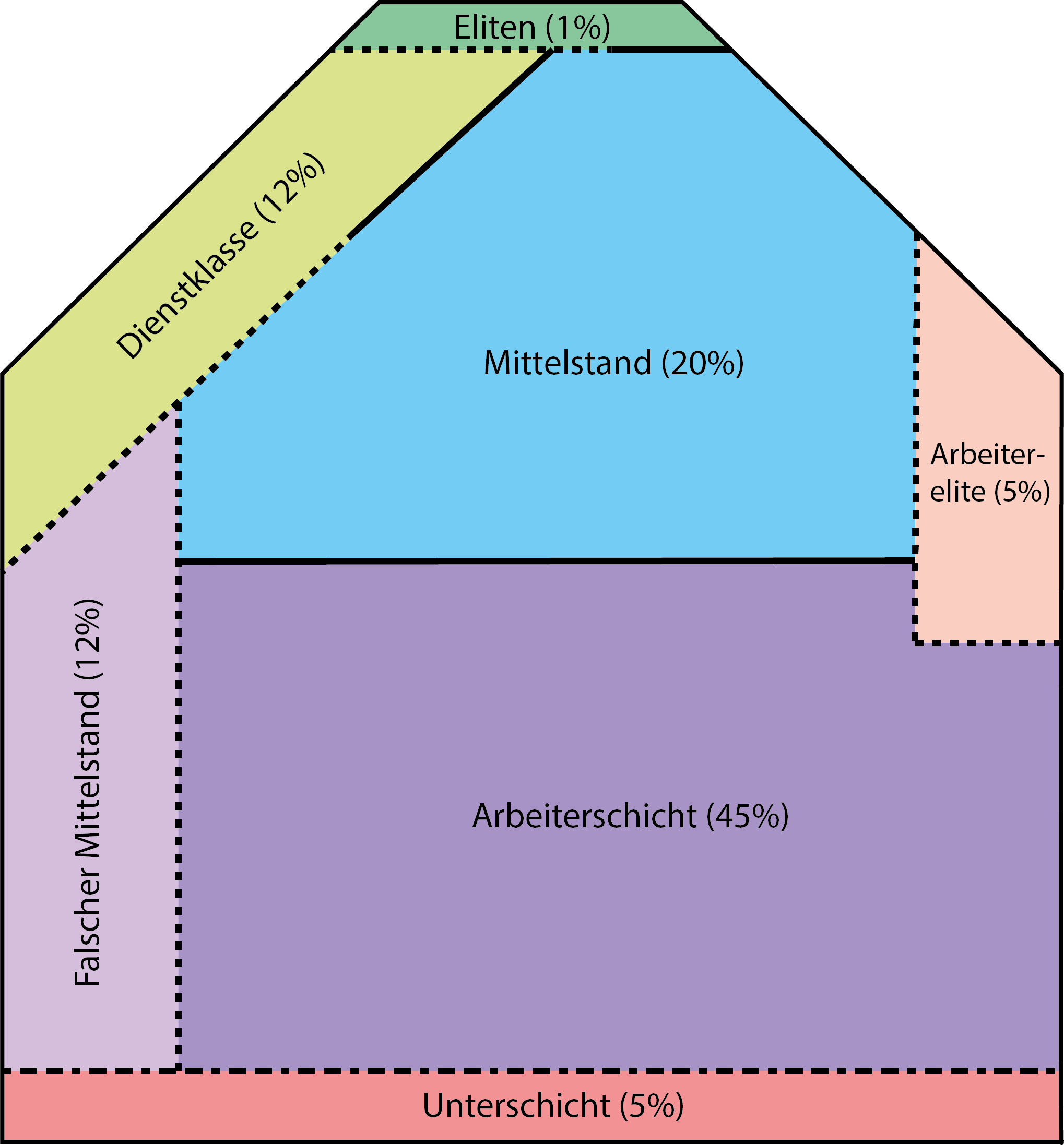
Schematische Darstellung des Dahrendorfhäuschens (westdeutsche Gesellschaftsschichtung um 1965)

Wichtige soziologische Schichtenmodelle zur Analyse der westdeutschen Bevölkerungsstruktur waren oder sind:
- die Nivellierte Mittelstandsgesellschaft von Helmut Schelsky (1953)
- das Dahrendorfhäuschen nach Ralf Dahrendorf (1965)
- die Bolte-Zwiebel nach Karl Martin Bolte (1967)
- das Schichtenmodell nach Rainer Geißler (1967): ergänzt das Dahrendorfhäuschen mit horizontal einteilenden Schichtungsmerkmalen für spezielle Ausländer-Schichten.

Andreas Reckwitz analysiert aktuell (2019), dass aus einer nivellierten Mittelschichtsgesellschaft (Helmut Schelsky) eine Art Dreiklassengesellschaft geworden, in der sich eine liberale, kosmopolitische neue Mittelschicht, eine verunsicherte traditionelle Mittelschicht und ein neues Dienstleistungsproletariat in scharfem kulturellen Gegensatz gegenüberstehen.
Unterhalb der Unterschicht wurden in den 1950ern von Harriett B. Moore und Gerhard Kleining noch die „sozial Verachteten“ angesetzt (soziale Randgruppen).

### Gegensätzliche Schichtungsmerkmale
Die einzelnen Schichtungsmerkmale bilden oft gegensätzliche, aber gestufte soziale Gegebenheiten ab, beispielsweise Einkommen, Bildungsstufen, soziales Ansehen sowie Lebensstandard, -risiken und -chancen oder Zufriedenheit – Bevölkerungsteile haben quantitativ mehr oder weniger davon. Beispielsweise ergibt sich bei Anwendung der vom DIW genannten Grenzwerte für die Mittelschicht (mindestens 70 % bzw. weniger als 150 % des Medianeinkommens) auf das jährliche Nettoäquivalenzeinkommen von 21.920 € in Deutschland im Jahr 2017, dass ein Mitglied der Unterschicht ein Monatseinkommen von weniger als 1.279 € hat. Zur Oberschicht gehört man demnach ab einem Monatseinkommen von 2.740 €.
Andere Merkmale werden als gegensätzlich, aber zweigeteilt aufgefasst, vor allem Eigentum und Herrschaft – Bevölkerungsteile haben sie entweder oder nicht. Moderne Schichtenmodelle berücksichtigen stärker die soziale Mobilität und die sozialen Unterschiede innerhalb gesellschaftlicher Milieus. Die jeweilige Gewichtung dieser einzelnen Merkmale wirft schwierige methodische Fragen auf, falls ein Modell mit wenigen Schichten gewünscht ist. Einen Ausweg bilden hier Milieustudien.
Ur- und frühgeschichtliche Schichtungsmerkmale wie Schönheit, Fruchtbarkeit, Körpergröße, Kraft, Ausdauer oder Mut werden zur Bestimmung der Sozialstruktur gewöhnlich nicht erhoben, erscheinen aktuell jedoch besonders in der westlichen Welt als zunehmend wichtige und einflussreiche Bestimmungsmerkmale von Prominenz, beispielsweise im Showgeschäft oder Sport. Doch gehen solche Merkmale in einige andere Schichtungsmerkmale ein, nicht selten auf noch nicht entschlüsselte Weise, wie der Schweizer Soziologe Thomas Gautschi 2006 anhand der Körpergröße nachwies.

### Objektive versus subjektive Schichtung
Viele Schichtungsmodelle erzeugen den Eindruck, die soziale Schichtung sei in einer Gesellschaft objektiv vorhanden. Schon Karl Marx wies jedoch mit seinem konzeptuellen Begriff des Klassenbewusstseins und der Trennung von „Klasse an sich“ und „Klasse für sich“ auf den subjektiven Aspekt sozialer Schichtung hin. 
Unabhängig davon, ob Hierarchien objektiv existieren oder nicht, haben Individuen immer das Bedürfnis, ihre soziale Umwelt zu ordnen und zu strukturieren (Kategorisierung). Ein Teilbereich der soziologischen Forschung befasst sich deswegen mit den sozialen Repräsentationen gesellschaftlicher Schichten. Mythen und religiöse Texte stellen einen Schwerpunkt der Analyse dar. So hat der polnische Soziologe Stanisław Ossowski darauf hingewiesen, dass Mythen in den meisten Fällen eine vereinfachte Darstellung unserer Sicht des sozialen Raumes sind und diese erstaunlich häufig einfache entgegengesetzte Zweiteilungen aufweisen. 
Auf die Schwierigkeiten, die objektive soziale Schichtung einer Gesellschaft zu untersuchen, hat der US-amerikanische Soziologe William Lloyd Warner hingewiesen. Warners Ziel war es, eine Typologie des gesellschaftlichen Raumes in US-amerikanischen Städten zu erstellen. Er legte jedoch stattdessen eine Übersicht der subjektiven Vorstellungen der US-Amerikaner über ihren sozialen Raum vor. Warner schloss daraus, dass Klasse/Schicht nur dann vorhanden sein kann, wenn sich die Individuen ihr zugehörig fühlen und sich mit anderen Mitgliedern derselben Klasse/Schicht identifizieren. Diese Identifikation beruht auf der Vorstellung, die das Individuum von der bestehenden Sozialstruktur hat. Dort ordnet jeder gesellschaftliche Akteur sich und andere ein und weist soziale Positionen zu.
Pierre Bourdieu verband das Konzept objektiver sozialer Klassifizierung mit dem der subjektiven Klassifizierung. Er untersuchte anhand einer umfangreichen empirischen Studie mit neu entwickelten theoretischen Werkzeugen, wie diese Klassifizierung vorzunehmen ist. Er stellte dabei fest, dass die Machtverhältnisse zwischen Individuen und Klassen oder Schichten ständigem Wandel unterworfen sind und jeweils neu angepasst werden müssen. Dieser Vorgang ermögliche es, dass die „hierarchisierte soziale Ordnung innerhalb einer sozialen Formation eine objektive Existenz bekommt“. Diese wird wiederum von den Individuen verinnerlicht und die „soziale Ordnung brennt sich mit der Zeit in die Hirne ein. So werden soziale Unterschiede zur Grundlage der sozialen Unterscheidung, die die Wahrnehmung der sozialen Welt organisiert“.

## Kritik am Schichtungsmodell
Der deutsche  Soziologe Erhard Wiehn verwies 1968 auf einen Zirkelschluss in den Schichtungstheorien: Sie erklären höhere Einkommen von Mitgliedern der Oberschicht damit, dass diese eine wichtigere Funktion für die Gesellschaft erfüllen – ermitteln andersherum aber die gesellschaftliche Wichtigkeit einer Funktion durch die Höhe des Einkommens der Leistungsträger.
Kritisiert werden vor allem die Fixierung auf ökonomische Umstände und die unterschiedlichen Maßstäbe. Grundlage ist meist das Äquivalenzeinkommen. Der Teil der Bevölkerung, der über ein Netto-Äquivalenzeinkommen in einem engeren oder weiteren Bereich um einen mittleren Wert (Median) herum verfügt, wird als Durchschnittsverdiener oder Mittelschicht bezeichnet; die Oberschicht verfügt über mehr, die Unterschicht über weniger Einkommen.
Die Grenzen nach oben und unten werden von verschiedenen Institutionen unterschiedlich festgelegt. Deutschland, Österreich und die Schweiz beispielsweise verwenden die Spanne von 70 bis 150 Prozent, die OECD verwendet 20 bis 80 Prozent (2. bis 4. Quintil), die Luxembourg Income Study (LIS) 75 bis 125 Prozent des mittleren Netto-Äquivalenzeinkommens.
Methodisch hat jedes Schichtenmodell mit dem Problem der Statusinkonsistenz zu kämpfen, weil die Einteilungsmerkmale einander widersprechen können: Eine untersuchte Person kann bezüglich eines Merkmals einer oberen Schicht angehören, bezüglich eines anderen aber einer unteren Schicht (siehe dazu auch Sozialer Status und Sozialstruktur). Ein extremes Beispiel ist der Langzeitarbeitslose als Lottomillionär. Ein weiteres Beispiel nannte der Vorstandsvorsitzende des DIW Gert G. Wagner: Es sei „lebensweltlich völlig unplausibel“ anzunehmen, dass man „mit dem Anderthalbfachen des Durchschnittseinkommens – etwa als doppelverdienendes Studienrats-Ehepaar – bereits zur sozialen Oberschicht gehört, die Macht und Einfluss hat“. Zwischen sozialen Schichten ist für die handelnden Akteure also grundsätzlich ein Wechsel als sozialer Aufstieg oder Abstieg möglich (soziale Mobilität). Ein bekanntes Modell für soziale Mobilität ist der von Ulrich Beck 1986 geprägte Fahrstuhleffekt.